# Saint-Pierre-la-Bourlhonne

Saint-Pierre-la-Bourlhonne este o comună în departamentul Puy-de-Dôme, Franța. În 1 ianuarie 2022 avea o populație de 135 de locuitori.